# Agatino Giovanni Barbera
Agatino Giovanni Barbera (Nizza di Sicilia, 13 settembre 1867 – Messina, 28 dicembre 1908) è stato un medico italiano.

## Biografia
Nasce a Nizza di Sicilia da famiglia agiata.
Nel 1892 conseguì la laurea in medicina e chirurgia presso l'Università di Bologna, quindi si spostò a Berna dove frequentò l'istituto di fisiologia diretto dal dott. Hugo Kronecker. Successivamente, tornato in Italia, divenne assistente del dott. Pietro Albertoni nell'istituto di fisiologia di Bologna.
Dal 1902 alla morte fu titolare della cattedra di fisiologia nell'Università degli Studi di Messina.
Morì tragicamente nel terremoto che devastò Messina il 28 dicembre 1908.

## Attività scientifica
Barbera condusse un'intensa attività scientifica che si interruppe solo a causa della sua tragica morte. Studiò e sperimentò l'eccitabilità dell'apparato nervoso cardio-vascolare di fronte a iniezioni di determinate sostanze; condusse studi sulla linfopoiesi e sull'eccitabilità dello stomaco di rana. Eseguì ricerche sperimentali sulla ghiandola tiroide, sulla circolazione, sulla densità del sangue dopo la somministrazione di diversi principi alimentari e sull'influenza inibitrice di alcuni alcaloidi sull'assorbimento gastroenterico.
Compì ricerche sull'urea e sull'acido urico e, sull'attività epatica e secrezione biliare.

## Pubblicazioni
- La temperatura della mucosa e del contenuto gastrico, della mucosa rettale e della vagina nel digiuno e dopo i diversi generi di alimentazione dati per bocca o per clistere, in Bullett. d. scienze mediche, s. 7, LXIX, 9 (1898).
- Contributo sperimentale alla fisiologia del digiuno, ibid., s. 8, LXXIII, 2 (1902).
- Contributo alla conoscenza delle modificazioni che il digiuno apporta negli elementi anatomici dei vari organi e tessuti dell'economia animale: ghiandola tiroide ibid.'pp. 223–231.
- Influenza del digiuno completo e prolungato sul potere secernente del pancreas, sull'attività proteolitica del succo pancreatico e sul contenuto in secretina ed enterochinase del tenue intestino, in Arch. di fisiologia, IV (1907).